# Matchbox Twenty
Matchbox Twenty (también conocidos como MB20, MBT, Matchbox Twenty y originalmente como Matchbox 20) es una banda de rock alternativo estadounidense originaria de Orlando, Florida. Ha vendido más de 44 millones de discos en todo el mundo con los lanzamientos de Yourself or Someone Like You (1996), Mad Season (2000), More Than You Think You Are (2002) y North (2012). El grupo sacó un disco recopilatorio llamado: Exile on Mainstream, lanzado el 2 de octubre de 2007. Actualmente los integrantes de la banda son Rob Thomas, Paul Doucette, Kyle Cook y Brian Yale. Adam Gaynor (guitarra rítmica) dejó la banda en 2005, después de tocar en los primeros tres álbumes. Rob Thomas es el principal escritor de canciones y cantante líder, y ha creado su propia carrera como solista bien establecida por él mismo, después de lanzar su álbum Something to be.

## Historia

### Exile on Mainstream(2007-2011)
Regresaron a escena con su nuevo álbum, en retrospectiva, lanzado el 2 de octubre de 2007. Su primer sencillo fue "How far we've come" y su segundo fue "These Hard Times". El álbum fue lanzado con el nuevo formato MVI, por sus siglas en inglés Music Video Interactive, en español Video musical interactivo. Incluye dos videos en los que se analizan las seis canciones y los once grandes sencillos producidos por la agrupación, además incluye una galería de fotos del pasado, un U-MYX (que permite al usuario crear un remix personalizado del sencillo How far we've come), fondos de pantalla, y más. En el 2010 la banda vuelve a reunirse, reunión que da como fruto el inicio de grabación de un nuevo disco. En el 2011 la banda entra en el estudio de grabación.

### North(2012-presente)
A principios del 2012, la banda filtra el nombre de su quinto disco, el cual denominaron North y también dieron a conocer el nombre de una de las canciones She's so mean el cual sería el primer sencillo del 4 disco de la banda estadounidense. El disco fue lanzado el 4 de septiembre del mismo año, lanzamiento que fue todo un éxito. En junio de 2012, la banda lanzó el Lyric Video (Video con letra) de She's so mean, no obstante, dos meses después lanzó lo que sería el primer sencillo de North, video que fue subido a Youtube y que obtuvo en tan solo tres meses casi 100 millones de visitas.

## Discografía
Álbumes en estudio
- Yourself or Someone Like You (1996)
- Mad Season (2000)
- More Than You Think You Are (2002)
- North (2012)
- Where the Light Goes (2023)

### Singles
| Año             | Canción                  | U.S. Hot 100 | U.S. Modern Rock | U.S. Mainstream Rock | U.S. Adult Top 40 | U.S. Top 40 Mainstream | U.S. Pop 100 | UK | AUS           | Disco                        |
| --------------- | ------------------------ | ------------ | ---------------- | -------------------- | ----------------- | ---------------------- | ------------ | -- | ------------- | ---------------------------- |
| 1996            | "Long Day"               | -            | -                | 8                    | -                 | -                      | -            | -  | 83            | Yourself or Someone Like You |
| 1997            | «Push»                   | -            | 1                | 4                    | 6                 | 3                      | -            | 38 | 8             | Yourself or Someone Like You |
| 1997            | "3 A.M."                 | -            | 3                | 2                    | 1                 | 2                      | -            | 64 | 31            | Yourself or Someone Like You |
| 1998            | "Real World"             | 38           | 13               | 17                   | 3                 | 4                      | -            | 19 | 40            | Yourself or Someone Like You |
| 1998            | "Back 2 Good"            | 24           | -                | -                    | 4                 | 8                      | -            | -  | -             | Yourself or Someone Like You |
| 1998            | "Girl Like That"         | -            | -                | -                    | -                 | -                      | -            | -  | -             | Yourself or Someone Like You |
| 2000            | "Bent"                   | 1            | 16               | 24                   | 1                 | 1                      | -            | 79 | 19            | Mad Season                   |
| 2000            | "If You're Gone"         | 5            | -                | -                    | 1                 | 4                      | -            | 50 | 18            | Mad Season                   |
| 2001            | "Mad Season"             | 48           | -                | -                    | -                 | 20                     | -            | 76 | 42            | Mad Season                   |
| 2001            | "Angry"                  | -            | -                | -                    | 5                 | -                      | -            | -  | -             | Mad Season                   |
| 2001            | "Last Beautiful Girl"    | -            | -                | -                    | 20                | -                      | -            | 96 | -             | Mad Season                   |
| 2002            | "Disease"                | 29           | 21               | -                    | 4                 | 15                     | -            | 50 | 31            | More Than You Think You Are  |
| 2003            | "Unwell"                 | 5            | -                | -                    | 1                 | 3                      | -            | 83 | 12            | More Than You Think You Are  |
| 2004            | "Bright Lights"          | 23           | 25               | -                    | 2                 | 15                     | -            | 16 | 26            | More Than You Think You Are  |
| 2004            | "Downfall"               | -            | -                | -                    | 27                | -                      | -            | -  | -             | More Than You Think You Are  |
| 2004            | "All I Need"             | -            | -                | -                    | -                 | -                      | -            | -  | 32            | More Than You Think You Are  |
| 2007            | "How Far We've Come"     | 11           | -                | -                    | 3                 | 9                      | 13           | -  | 7             | Exile on Mainstream          |
| 2008            | "These Hard Times"       | 112          | -                | -                    | 19                | -                      | 92           | -  | -             | Exile on Mainstream          |
| 2008            | "All Your Reasons" (AUS) | -            | -                | -                    | -                 | -                      | -            | -  | 34            | Exile on Mainstream          |
| 2012            |                          |              |                  |                      |                   |                        |              |    |               |                              |
| "She's So Mean" | 40                       | -            | -                | -                    | -                 | -                      | -            | 26 | North (Álbum) |                              |